# Leptasthenura aegithaloides
El tijeral colinegro (Leptasthenura aegithaloides), también denominado coludito cola negra (en Argentina), coludito común (en Bolivia y Argentina), tijeral, colilarga o siete colas (en Chile), tijeral de manto llano (en Perú) o coludito tijeral, es una especie de ave paseriforme de la familia Furnariidae perteneciente al género Leptasthenura. Algunos autores sostienen que la presente se divide en más de una especie. Es nativa del centro-oeste y sur de América del Sur.

## Distribución y hábitat
Esta especie se distribuye desde el sur del Perú y oeste de Bolivia, y por gran parte de la Argentina y Chile, hasta el sur de la Patagonia.
Esta especie es considerada bastante común y ampliamente diseminada en sus hábitats naturales: las estepas arbustivas, matorrales de altura, en valles, sierras, montañas, y litorales marítimos. Hasta los 4000 m de altitud en los Andes de Bolivia y norte de Chile, pero principalmente abajo de los 2500 m.

## Descripción
Mide alrededor de 16 cm de longitud. En la mayoría de su rango tiene la corona estriada de canela y moreno, una estrecha lista superciliar blanca y estriado blanquecino en la nuca; el manto es gris pardacento uniforme; las alas con un parche rufo canela en las plumas de vuelo, las plumas externas de la cola bordeadas de blanquecino. La garganta es blanca, a los lados y lo alto del pecho son estriados de moreno; por abajo gris pardo amarillento pálido. En el altiplano boliviano y adyacencias es un poco mayor y más pardo amarillento por abajo. La cola es negruzca, muy larga y escalonada, con las barbas externas y plumas centrales con barbas delgadas en ambos lados sobresaliendo unos 2 cm de las rectrices siguientes, lo que le da un aspecto de prolongación espinosa; la cola es tiesa y fuerte y les sirve de apoyo mientras trepan por árboles en busca de alimento.

## Comportamiento
Anda en pares o pequeños grupos, pasando por encima de arbustos y pequeños árboles, algunas veces bajando a los pastos o hasta el suelo.

### Alimentación
Se alimenta principalmente de pequeños artrópodos, que encuentra entre las ramas y hojas de arbustos y árboles.

### Reproducción
Construyen sus nidos en huecos de árboles o cactus, o en cualquier hoyo en el techo de una casa, corral o muro, introduciendo en dicho hueco palitos, ramitas y fibras vegetales, que forran con bastantes plumas. Saben utilizar los nidos de otras especies, en especial de canasteros (Asthenes) los cuales forran con muchas plumas. La postura ocurre en septiembre-octubre; depositan entre 2-4 huevos blancos, algo opacos, que se destiñen fácilmente y miden 17 x 14 mm.

### Vocalización
Su llamado habitual es muy débil, sin embargo, si algo los asusta lanzan un chillido muy fuerte y sostenido que permite ubicarlos rápidamente. En Argentina, su canto es una serie irregular (algunas veces prolongada) 
de notas y trinados agudos y de timbre alto, desordenadas, por ejemplo: «squii, tzii-tzii-tzi-ti-ti».

## Sistemática

### Descripción original
Esta especie fue descrita originalmente por el naturalista alemán Friedrich Heinrich von Kittlitz en el año 1830, bajo el nombre científico de: Synnalaxis [error] aegithaloïdes. La localidad tipo es: «Sierras cerca de Valparaíso, Chile».

### Etimología
El nombre genérico femenino «Leptasthenura» se compone de las palabras del griego «leptos»: fino, «asthenēs»: débil, y «oura»: cola, significando «de cola fina y débil»; y el nombre de la especie «aegithaloides», deriva del género Aegithalos, los mitos de larga cola, y de la palabra del griego «oidēs»: que se parece, significando «que se parece a un Aegithalos».

### Taxonomía
Los estudios genético-moleculares indican que el presente grupo está hermanado con Leptasthenura andicola.
Autores anteriores ya sostenían que las variaciones de subespecies permitían suponer que la presente se trata de más de una especie. Las clasificaciones Aves del Mundo (HBW) y Birdlife International (BLI) consideran a las subespecies L. a. berlepschi y L. a. pallida, como especies separadas: el tijeral colinegro serrano (Leptasthenura berlepschi) y el tijeral colinegro sureño (Leptasthenura pallida), con base en diferencias morfológicas, de plumaje y de vocalización. Sin embargo, esto no ha sido todavía reconocido por otras clasificaciones.

### Subespecies
Según las clasificaciones del Congreso Ornitológico Internacional (IOC) y  Clements Checklist v.2018, se reconocen cuatro subespecies, con su correspondiente distribución geográfica y variación de plumaje:
- Leptasthenura aegithaloides grisescens Hellmayr, 1925 - habita en la costa del sur de Perú (desde Arequipa hasta Tacna) y el norte de Chile (Tarapacá hasta Atacama).

De tonos más claro que la nominal, las estrias de la corona son más anchas y claras; el dorso es café grisáceo y el pecho y vientre gris pálido.
- Leptasthenura aegithaloides berlepschi Hartert, 1909 - habita en los Andes del sur de Perú (centro de Puno, este de Tacna), norte de Chile (Tarapacá, Antofagasta), oeste de Bolivia (La Paz al sur hasta Potosí) y noroeste de Argentina (Jujuy al sur hasta Catamarca).

Es color café arenoso por arriba y muy leonado por abajo.
- Leptasthenura aegithaloides aegithaloides (Kittlitz, 1830) - habita en el centro de Chile, desde el sur de Coquimbo hasta el norte de Aysén).
- Leptasthenura aegithaloides pallida Dabbene, 1920 - Nidifica en el oeste y sur de la Argentina  (La Rioja, sur de La Pampa y suroeste de Buenos Aires al sur hasta Santa Cruz) y sur de Chile (centro este de Aisén, noreste de Magallanes). Al llegar el invierno, las poblaciones australes migran al norte y centro de la Argentina (Catamarca, Tucumán, hasta el este de Buenos Aires).

Las partes superiores son pardo pálido, las partes inferiores grisáceas y las estrías de la corona blanquecinas.